# Нова Любов
«Нова Любов» — сингл гурту «NOVI», представлений у травні 2016 року, що увійшов до дебютного альбому колективу.

## Список композицій
Автор слів Дар’я Науменко, автор музики NOVI. 
| #  | Назва        | Тривалість |
| -- | ------------ | ---------- |
| 1. | «Нова Любов» | 04:42      |

## Склад
- Дар'я Науменко — вокал, клавіші;
- Руслан Вакулюк — бас-гітара;
- Олексій Андронов — ударні;
- Олександр Зубрицький — гітара